# 台ヶ岳
台ヶ岳（だいがたけ）は、箱根山の北部、神奈川県足柄下郡箱根町仙石原にある標高1,045 mの山である。

## 概要
ススキの名所として有名な仙石原すすき草原の南側にそびえるお椀型の山で、周辺の山々とともに富士箱根伊豆国立公園に指定されている。
山麓のすすき草原は散策路が整備され観光客で賑わう一方で、台ヶ岳山頂への登山道は整備されておらず、山一帯はヤブに覆われている。
箱根山中央火口丘群の活動が活発だった約4万年前～1万年前の時期に形成された溶岩ドームであり、台ヶ岳北東の小塚山（859 m）もほぼ同時期に出現した溶岩ドームである。この時期には古期神山の火砕流によって台ヶ岳北側の早川が堰き止められて、仙石原地域一帯に仙石原湖と呼ばれる堰止湖が出現していた。その後、約3100年前に神山で発生した岩屑なだれで仙石原一帯が埋没して高原地帯となり、湖尻付近が堰き止められて現在の芦ノ湖が誕生した（詳しくは箱根火山の形成史を参照）。

## 周辺の山など
| 山容                                                                 | 名称             | 標高（m）   | 台ヶ岳からの 方角と距離（km） | 備考                         |
| -------------------------------------------------------------------- | ---------------- | ----------- | ----------------------------- | ---------------------------- |
|                                                                      | 明神ヶ岳         | 1,169       | 北東 4.6                      |                              |
|                                                                      | 金時山           | 1,213       | 北 3.9                        | 日本三百名山                 |
|                                                                      | 丸岳             | 1,156       | 西北西 3.2                    |                              |
|                                                                      | 仙石原すすき草原 | 660-700     | 北西 0.8                      | 台ヶ岳の山麓に広がる草原地帯 |
|                                                                      | 小塚山           | 859         | 東北東 1.1                    |                              |
| 西山麓の箱根カントリー倶楽部と箱根山地の台ヶ岳（2019年11月30日撮影） | 台ヶ岳           | 1,045       | 0                             |                              |
|                                                                      | 大涌谷           | 1,000-1,100 | 南南東 1.5                    |                              |
|                                                                      | 冠ヶ岳           | 1,409       | 南南東 2.3                    |                              |
|                                                                      | 神山             | 1,438       | 南南東 2.5                    | 箱根山最高峰 日本三百名山    |
|                                                                      | 早雲山           | 1,244       | 南東 2.0                      |                              |
|                                                                      | 箱根駒ヶ岳       | 1,356       | 南南東 3.6                    |                              |